# Бонвил ет Сент Ави де Фимадјер
Бонвил ет Сент Ави де Фимадјер (фр. Bonneville-et-Saint-Avit-de-Fumadières) насеље је и општина у југозападној Француској у региону Аквитанија, у департману Дордоња која припада префектури Бержерак.
По подацима из 2011. године у општини је живело 302 становника, а густина насељености је износила 42,9 становника/km². Општина се простире на површини од 7,04 km². Налази се на средњој надморској висини од 90 метара (максималној 108 m, а минималној 18 m).

## Демографија
| 1962. | 1968. | 1975. | 1982. | 1990. | 1999. | 2011. |
| ----- | ----- | ----- | ----- | ----- | ----- | ----- |
| 193   | 220   | 195   | 214   | 216   | 214   | 302   |

График промене броја становника у току последњих година